# Chailly-en-Bière
 Chailly-en-Bière  es una población y comuna francesa, en la región de Isla de Francia, departamento de Sena y Marne, en el distrito de Melun y cantón de Perthes.

## Demografía
| 1028 | 1040 | 1315 | 1757 | 2029 | 2129 |
| Para los censos de 1962 a 1999 la población legal corresponde a la población sin duplicidades (Fuente: INSEE [Consultar]) |      |      |      |      |      |